# Norbert Vitáris
Norbert Vitáris (* 1. Januar 1990 in Cegléd) ist ein ungarischer Handballtorwart. Er gehört der Ungarischen Beachhandball-Nationalmannschaft der Männer an.

## Hallenhandball
Vitáris begann seine Karriere bei Százhalombatta KE, für den er in der zweiten Juniorenliga spielte. Professionell spielte er ab der Saison 2013/14 für Váci KSE. 2017 wechselte er zu Vecsési SE, 2019 zu Szigetszentmiklósi KSK. 2014/15 kam er zu seinen ersten echt Einsätzen im ungarischen Landespokal, in der Saison danach gab er sein Debüt in der ersten ungarischen Liga und bestritt sogleich alle 34 Spiele. Bis zum Ende der Saison 2019/20 bestritt er 86 Spiele in der ungarischen ersten Liga, 41 Spiele in der zweiten Liga, 17 Spiele im Landespokal und 14 Spiele im Ligapokal.

## Beachhandball
Vitáris hatte zunächst Erfolge mit den Jugend- und Junioren-Nationalmannschaften. 2012 gewann er mit Ungarn bei den Jugend-Europameisterschaften in Batumi die Bronzemedaille, ein Jahr später bei den Junioreneuropameisterschaften 2013 in Randers, Dänemark, gewann er mit seiner Mannschaft den Titel.
Im direkten Anschluss gehörte Vitáris erstmals bei Europameisterschaften 2013 an selber Stelle auch dem ungarischen A-Nationalkader im Rahmen eines internationalen Meisterschaft an. Nach einem zunächst sehr erfolgreich verlaufenden Turnier musste sich die Auswahl Ungarns im weiteren Verlauf nach mehreren Niederlagen im Spiel um den siebten Rang gegen Norwegen behaupten und gewann das Spiel. Besser verliefen die Europameisterschaften 2015 in Lloret de Mar, wo sich die Mannschaft nach einem schwächeren Start steigern konnte und nach einem Sieg im Viertelfinale über Serbien erst im Halbfinale an Spanien und danach im Spiel um den dritten Rang an der Ukraine scheiterte.

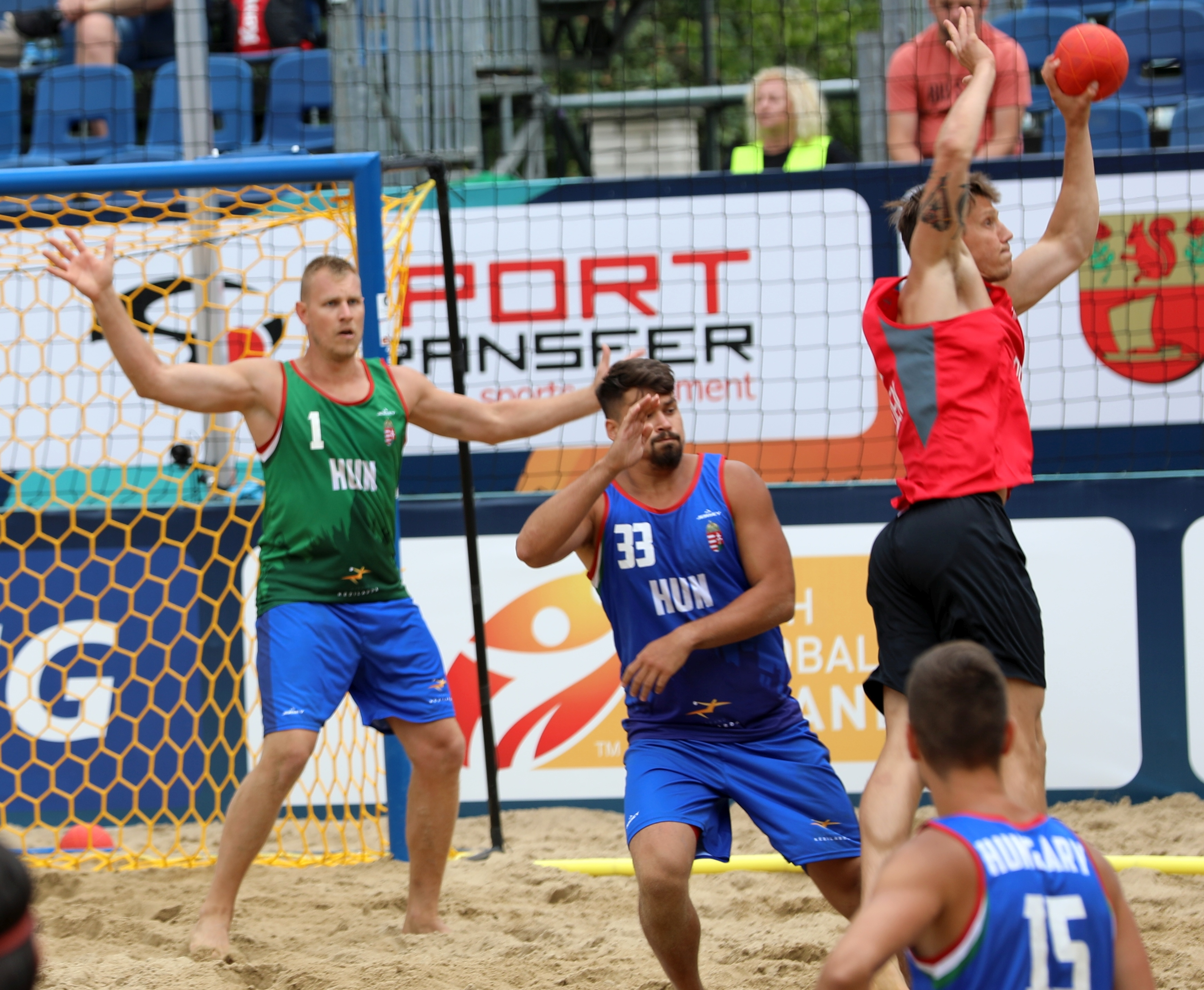
Vitáris im ungarischen Tor im Halbfinalspiel der Euro 2019 in Erwartung eines Wurfes von Jonas Ejstrup Corneliussen (Dänemark), mit der #33 Verteidiger Bence Priczel

Die Europameisterschaften 2017 am Jarun-See in Zagreb verliefen ähnlich wie die zwei Jahre zuvor. Dieses Mal gelang Vitáris mit seiner Mannschaft ein überaus guter Start mit sieben Siegen in den ersten sieben Spielen. Erst das letzte Hauptrundenspiel gegen Kroatien ging verloren. Nach einem Sieg über Dänemark im Viertelfinale wurde erneut das Halbfinale gegen Spanien und anschließend das Spiel um Rang drei gegen Kroatien verloren. Auch bei den World Games wenig später platzierten sie die ungarischen Männer auf dem vierten Rang. Bei den Europameisterschaften 2019 in Stare Jabłonki, Polen, konnten die Ungarn endlich die Serie der vierten Plätze hinter sich lassen. Nach sechs Siegen in der Vor- und Hauptrunde verlor Ungarn erneut erst das letzte der Hauptrundenspiele, erneut gegen Kroatien. Im Achtelfinale wurde Deutschland im Shootout besiegt. Wie bei den beiden Europameisterschaften zuvor wurde wieder im Halbfinale verloren, dieses Mal gegen Dänemark. Das Spiel um den dritten Rang gegen Russland konnte Vitáris mit Ungarn mit 2:0 gewinnen.
National gewann er 2013 mit Dabasi Dinamit Boyz den Titel bei den ungarischen Meisterschaften, 2010 und 2011 mit den AXA Beach Stars Budapest BHC jeweils den ungarischen Pokalwettbewerb.

## Einzelbelege
1. ↑  European Handball Federation - 2012 Men's ECh Beach Handball 18 / Final Tournament. Abgerufen am 19. November 2020 (englisch).
2. ↑  European Handball Federation - 2013 Men's ECh Beach Handball 19 / Final Tournament. Abgerufen am 17. November 2020 (englisch).
3. ↑  European Handball Federation - 2013 Men's ECh Beach Handball / Final Tournament. Abgerufen am 18. November 2020 (englisch).
4. ↑  European Handball Federation - 2015 Men's ECh Beach Handball / Final Tournament. Abgerufen am 18. November 2020 (englisch).
5. ↑  European Handball Federation - 2017 Men's ECh Beach Handball / Final Tournament. Abgerufen am 13. Januar 2021 (englisch).
6. ↑  European Handball Federation - 2019 Men's ECh Beach Handball / Final Tournament. Abgerufen am 18. November 2020 (englisch).
7. ↑  kézitörténelem.hu. Abgerufen am 13. Januar 2021.

| Personendaten    | Personendaten                                  |
| ---------------- | ---------------------------------------------- |
| NAME             | Vitáris, Norbert                               |
| ALTERNATIVNAMEN  | Norbert, Vitáris (ungarisch)                   |
| KURZBESCHREIBUNG | ungarischer Handball- und Beachhandballspieler |
| GEBURTSDATUM     | 1. Januar 1990                                 |
| GEBURTSORT       | Cegléd                                         |